# Robredo de las Pueblas
Robredo de las Pueblas es una localidad del municipio burgalés de Merindad de Valdeporres, en la Comunidad Autónoma de Castilla y León. La iglesia está dedicada a san Roque.

## Localidades limítrofes
Confina con las siguientes localidades:
- Al noreste con Ahedo de las Pueblas y Busnela.
- Al este con Dosante y Cidad de Valdeporres.
- Al sureste con Castrillo de Bezana.
- Al sur con Riaño.
- Al suroeste con Virtus.
- Al noroeste con Corconte.

## Demografía
Evolución de la población
| Gráfica de evolución demográfica de Robredo de las Pueblas entre 2000 y 2019 |
|                                                                              |
| Población de derecho (2000-2019) según el padrón municipal del INE           |

## Historia
Así se describe a Robredo de las Pueblas en el tomo XIII del Diccionario geográfico-estadístico-histórico de España y sus posesiones de Ultramar, obra impulsada por Pascual Madoz a mediados del siglo XIX:

Lugar de la provincia, diócesis, audiencia territorial y capitanía general de Burgos (15 leguas), partido judicial de Villarcayo (4) y ayuntamiento de la merindad de Valdeporres, cuya capital es Pedrosa (1); Situado en una loma que se extiende de E a O entre dos valles y otros tantos arroyos; su clima es muy frío; reinan por lo regular los vientos N y O, y las enfermedades más comunes son las pulmonías, fiebres catarrales y espasmos. Consta de 23 casas; una iglesia parroquial (San Roque), y un cementerio contiguo y al N de la misma, la cual está servida por un cura párroco y un sacristán, cuyo curato es provisto por el ordinario en hijos patrimoniales. Para beber y demás usos los moradores se surten de las aguas de dos fuentes, las cuales son de buena calidad. El término linda N Ahedo de las Pueblas; E, S y O con terreno común de la merindad. Este es secano y de ínfima clase; con-tiene varios prados naturales, cuyas yerbas se recogen para el sustento del ganado en invierno, y un pequeño monte, llamado la Dehesa, poblado de robles, hayas, espinos y argomas. Los dos expresados arroyos titulados Edino y Torrientes recorren el término en dirección de O a E, y van a unirse al río Nela, sin que sus aguas se utilicen para el riego. Los caminos se encuentran en mal estado y dirigen a Dosante, Ahedo y al valle de Valdebezana. Correos: se reciben de Villarcayo por valijero puesto por el ayuntamiento. Producciones: centeno, maíz, patatas, lino y yerbas de pasto; cría ganado lanar, vacuno, cabrío y caballar; caza de liebres, perdices y algunos corzos, y pesca de anguilas. Industria: la agrícola y además algunos de sus habitantes se dedican a la fabricación de vasijas para conducir vino, y otros van a tierra de Toledo y la Mancha a ocuparse en la del aceite. Población: 16 vecinos, 60 almas. Capital productivo: 83.300 reales. Imponible: 7.661.
Diccionario geográfico-estadístico-histórico de España y sus posesiones de Ultramar

## Comunicaciones
Se encuentra comunicada por carretera con el resto del municipio a través de la carretera provincial BU-V-5630. Asimismo, tiene una conexión ferroviaria diaria con Bilbao y otra con León gracias a la estación de Robredo Ahedo.